# 奧西恩 (愛荷華州)
奧西恩（英語：Ossian）是一個位於美國愛荷華州溫納希克縣的城市。

## 地理
奧西恩的座標為43°08′47″N 91°45′50″W / 43.14639°N 91.76389°W，而該地的平均海拔高度為386米（即1266英尺）。

## 人口
根據2010年美國人口普查的數據，奧西恩的面積為2.87平方千米，當中陸地面積為2.87平方千米，而水域面積為0.00平方千米。當地共有人口845人，而人口密度為每平方千米294人。